# Leonel Sánchez
Leonel Guillermo Sánchez Lineros (Santiago, 25 de abril de 1936 ― Santiago, 2 de abril de 2022) foi um futebolista chileno, considerado um dos melhores do futebol do país.

## Carreira
Meio-campo, jogou por 20 anos, 16 deles no Universidad de Chile, onde integrou a equipe conhecida como Ballet Azul que conquistou seis campeonatos chilenos entre 1959 e 1969. Conquistou neste, que seria seu último ano no clube, o seu sexto campeonato e também uma Copa do Chile. Já havia recusado proposta do Milan para permanecer no Universidad. Em seus quatro últimos anos, rodou por Colo-Colo (onde conquistou o campeonato chileno de 1970), Palestino e encerrou a carreira no Ferrobádminton, aos 37 anos. Fez 85 jogos e marcou 24 gols pela Seleção Chilena, Participou da Copa do Mundo de 1962, em que seu país foi sede e obteve sua melhor classificação no torneio (a terceira colocação). No tenso jogo contra a Itália, hostilizada à época no Chile devido à reportagens sobre o país tidas como difamadoras, Sánchez teria acertado uma cotovelada no italiano Mario David. 
Terminou o mundial como um dos seis artilheiros, com 4 gols, o último deles contra o Brasil, que até então vencia por 3 a 1. O gol de Sánchez, a cerca de meia hora antes do final do jogo, animou a torcida anfitriã, mas Vavá (outro dos artilheiros) selou a vitória brasileira aos 33 minutos do segundo tempo. Outro dos seus gols fora contra o mítico goleiro soviético Lev Yashin, nas oitavas-de-final.
Sua estréia pelo Chile, em 1955, dera-se pela Copa O'Higgins justamente contra o Brasil, no Maracanã, jogo empatado em 1 x 1.
Sánchez também disputou a Copa do Mundo de 1966, mas nesta o Chile caiu na primeira fase, em último de seu grupo, atrás de União Soviética, Coréia do Norte e Itália.

## Morte
Leonel Sánchez morreu no dia 2 de abril de 2022, aos 85 anos de idade, em Santiago, Chile.